# Departamento Meteorológico de la India
El Departamento Meteorológico de la India (IMD) es una agencia india del Ministerio de Ciencias de la Tierra del Gobierno de la India. Es la principal agencia responsable de las observaciones meteorológicas, la previsión meteorológica y la sismología. El Departamento Meteorológico de la India tiene su sede en Delhi y opera cientos de estaciones de observación en toda la India y la Antártida. Tiene oficinas regionales en Chennai, Mumbai, Calcuta, Nagpur, Guwahati y Nueva Delhi. El Departamento Meteorológico de la India también es uno de los seis Centros Meteorológicos Especializados Regionales de la Organización Meteorológica Mundial. Tiene la responsabilidad de pronosticar, nombrar y distribuir alertas sobre ciclones tropicales en la región del océano Índico norte, incluidos el Estrecho de Malaca, la Bahía de Bengala, el Mar Arábigo y el Golfo Pérsico.

## Historia
En 1686, Edmond Halley publicó su tratado sobre el monzón de verano indio, que atribuyó a una inversión estacional de los vientos debido al calentamiento diferencial de la masa continental asiática y el océano Índico. Los primeros observatorios meteorológicos fueron establecidos en la India por la Compañía Británica de las Indias Orientales. Entre ellos, el Observatorio de Calcuta en 1785, el Observatorio de Madrás en 1796 y el Observatorio de Colaba en 1826. Varios gobiernos provinciales establecieron otros observatorios en la India durante la primera mitad del siglo XIX.
La Sociedad Asiática, fundada en Calcuta en 1784 y en Bombay en 1804, promovió el estudio de la meteorología en la India. Henry Piddington publicó casi 40 artículos sobre tormentas tropicales de Calcuta entre 1835 y 1855 en The Journal of the Asiatic Society. También acuñó el término ciclón, que significa la espiral de una serpiente. En 1842, publicó su tesis fundamental, Leyes de las tormentas.
Después de que un ciclón tropical azotara Calcuta en 1864 y de las posteriores hambrunas de 1866 y 1873 debido a la falta de monzones, se decidió organizar la recopilación y el análisis de las observaciones meteorológicas bajo un mismo techo. Como resultado, el 15 de enero de 1875 se creó el Departamento de Meteorología de la India. Henry Francis Blanford fue nombrado primer reportero meteorológico del IMD. En mayo de 1889, Sir John Eliot fue nombrado primer director general de observatorios en la antigua capital, Calcuta. La sede del IMD se trasladó posteriormente a Shimla en 1905, luego a Pune en 1928 y finalmente a Nueva Delhi en 1944.
El IMD se convirtió en miembro de la Organización Meteorológica Mundial después de la independencia el 27 de abril de 1949. La agencia ha ganado importancia debido a la importancia de las lluvias monzónicas para la agricultura india. Desempeña un papel vital en la preparación del pronóstico anual de las lluvias monzónicas, así como en el seguimiento del progreso de las lluvias monzónicas en toda la India en cada temporada.

## Organización
El IMD está dirigido por el director general de Meteorología, actualmente Mrutyunjay Mohapatra. El IMD cuenta con seis Centros Meteorológicos Regionales, cada uno de ellos bajo la dirección de un director general Adjunto. Estos se encuentran en Chennai, Guwahati, Calcuta, Bombay, Nagpur y Nueva Delhi. También hay un Centro Meteorológico en cada capital estatal. Otras unidades del IMD, como las Oficinas de Pronóstico, los Centros de Servicios de Asesoramiento Agrometeorológico, la Oficina Hidrometeorológica, las Oficinas Meteorológicas de Inundación, los Centros de Alerta de Ciclones de Área y los Centros de Alerta de Ciclones, suelen estar ubicadas junto a varios observatorios o centros meteorológicos.
El Departamento Meteorológico de la India opera una red de cientos de observatorios de superficie y glaciares, estaciones de observación de la atmósfera superior (gran altitud), observatorios de ozono y radiación y estaciones de radar meteorológico. Recibe datos adicionales de la constelación de satélites de la India, como Kalpana-1, Megha-Tropiques y de los instrumentos a bordo de las series de satélites IRS e INSAT. Los datos y las observaciones también se transmiten a la red IMD desde los instrumentos meteorológicos a bordo de los buques de la marina mercante y de la armada india. IMD fue la primera organización de la India en implementar una computadora de conmutación de mensajes para respaldar su intercambio de datos global.
El Departamento Meteorológico de la India colabora con otras agencias como el Instituto Indio de Meteorología Tropical, el Centro Nacional de Pronóstico Meteorológico a Mediano Plazo y el Instituto Nacional de Tecnología Oceánica.
El Departamento Meteorológico de la India también opera centros de monitoreo sísmico en lugares clave para el monitoreo y medición de terremotos.

## Tareas
El Departamento Meteorológico de la India se encarga de realizar observaciones, comunicaciones, previsiones y servicios meteorológicos. En colaboración con la Organización de Investigación Espacial de la India, el IMD también utiliza la serie IRS y el Sistema Nacional de Satélites de la India (INSAT) para el seguimiento meteorológico del subcontinente indio. El IMD fue la primera oficina meteorológica de un país en desarrollo que desarrolló y mantuvo su propio sistema de satélites.
El Departamento Meteorológico de la India es uno de los seis Centros Meteorológicos Especializados Regionales del Programa de Ciclones Tropicales de la Vigilancia Meteorológica Mundial de la Organización Meteorológica Mundial. Es una agencia nodal regional para pronosticar, nombrar y difundir alertas sobre ciclones tropicales en el Océano Índico al norte del Ecuador.

## Nuevas iniciativas
El IMD puso en marcha en enero de 2016 el Sistema de Monitoreo e Investigación de Aerosoles (SAMAR) para estudiar la concentración de carbono negro, las propiedades radiativas de los aerosoles, la visibilidad ambiental y sus impactos climatológicos. El sistema contendría una red de 16 etálómetros, 12 radiómetros celestes y 12 nefelómetros.